# Alypiodes stuarti
Alypiodes stuarti är en fjärilsart som beskrevs av William Schaus 1889. Alypiodes stuarti ingår i släktet Alypiodes och familjen nattflyn. Inga underarter finns listade i Catalogue of Life.